# Kuglački klub Azbest Ploče
Kuglački klub "Azbest" (KK "Azbest"; Azbest Ploče; Azbest Kardeljevo; Azbest) je bio muški kuglački klub iz Ploča, Dubrovačko-neretvanska županija. Republika Hrvatska. 

## O klubu
Kuglački klub "Azbest" je osnovan 1976. godine kao klub djelatnika istoimene tvornice, te se odmah uključio u natjecanja koja je organizirao "Splitski kuglački savez". 1978. godine prelazi pod "Kuglački savez Mostar", te se zbog manjih troškova i putovanja natječe s klubovima s područja Hercegovine. 
 
Uz mušku momčad, djelovala je i ženska ekipa. "Azbest" je također nastupao na brojnim turnirima i sportskim igrama radnika azbestne industrije Jugoslavije. 
 Kako su se mjesto Ploče od 1980. do 1990. godine zvale Kardeljevo, tako je i klub bio poznat kao "Azbest Kardeljevo". Klub se gasi sredinom 1980.-ih godina. 
 
Klub je koristio dvostaznu kuglanu u mjesnom "Domu kulture", ali je kasnije uiklonjena. 
 
Kao organizirani šport, kuglanje se vratilo u Ploče sredinom 1990.-ih godina kroz klub "Stijene", koje su koristile kuglanu u Makarskoj, ali se klub uskoro ugasio. 

## Unutarnje poveznice
- Ploče